# Apache Rifles
Apache Rifles is een westernfilm uit 1964 met in de hoofdrol Audie Murphy, in de Tweede Wereldoorlog één der meest gedecoreerde officieren.

## Beschrijving
Murphy speelt een cavalerieofficier, kapitein Jeff Stanton,  die een bende Apaches, die de streek terroriseert, moet arresteren. De film speelt zich af in 1879 en werd geregisseerd door William Witney; naast  Audy Murphy speelden onder meer Michael Dante, Linda Lawson, Ken Lynch en L.Q. Jones mee. In 1964 was de klassieke western al op zijn retour; in deze film werd een liefdesgeschiedenis verweven tussen de halfbloed Dawn Gillis (gespeeld door Linda Lawson) en Stanton en de indianen werden, vergeleken met de westerns uit de jaren vijftig van de twintigste eeuw, sympathiek voorgesteld.

## Rolverdeling
| Acteur             | Personage        |
| ------------------ | ---------------- |
| Audie Murphy       | Jeff Stanton     |
| Michael Dante      | Red Hawk         |
| Linda Lawson       | Dawn Gillis      |
| L. Q. Jones        | Mike Greer       |
| Ken Lynch          | Hodges           |
| Joseph Vitale      | Victorio         |
| Robert Brubaker    | Cobb             |
| Eugene Iglesias    | Ramirez          |
| J. Pat O'Malley    | Thatcher         |
| John Archer        | Perry            |
| Charles Watts      | Crawford Owens   |
| Howard Wright      | Thompson         |
| Peter Hansen       | Green            |
| Robert Karnes      | Sheriff          |
| Hugh Sanders       | Arizona Delegate |
| Sydney Smith       | legergeneraal    |
| S. John Launer     | Nelson           |
| Robert B. Williams | Miller           |